# 오천면
오천면(鰲川面)은 충청남도 보령시에 속한 면으로 13개의 유인도와 55개의 무인도를 관할하고 있는 행정 구역이다. 보령시 유일 국제항인 보령항이 위치해 있으며, 전국에서 가장 많은 어선이 등록된 어항인 오천항이 위치해 있는 곳이다.

## 역사
오천은 조선 시대 충청수군절도사의 영지로 경상수영, 전라수영과 함께 3대 수군절도사영의 하나였다. 충청수군절도사영은 조선 초기에 설치되어 1896년에 폐지될 때까지 운영되었는데, 군선이 142척, 수군이 8414명에 이르렀다고 《세종실록지리지》에 전해지고 있다.
- 백제 신촌현
- 고려 하남도 보령현
- 조선 보령현 충청수군절도사영
- 1901년 오천군 천동면(본토)· 하남면(현 원산출장소)· 하서면(현 어항출장소)
- 1914년 보령군 오천면
- 1995년 보령시 오천면
- 2020년 6월 30일: 원산도, 증도(시루섬)와 효자도를 관할하는 원산도출장소를 보령시청 직할 원산도출장소로 전환
- 2022년 12월 31일: 원산도출장소가 원산출장소로 개칭

## 법정리
- 본토: 소성리, 영보리, 교성리, 갈현리, 오포리
- 원산출장소: 효자도리, 원산도리
- 어항출장소: 삽시도리, 녹도리, 외연도리

## 구성
육지에 있는 본토와 수십 개의 섬으로 구성되어 있다. 사람이 사는 큰 섬은 효자도, 원산도, 장고도, 고대도, 삽시도, 외연도, 호도, 녹도 등이 있는데, 작은 섬으로는 소도, 추도가 있다.
면내에 보령시 유일 국제항인 보령항이 위치해 있으며, 연안을 이어주는 항만으로는 오천항이 있어 여객선으로 일부 섬을 이어주고 있으며, 오천면이 아닌 대천동에 소재한 대천항에서 출항하는 여객선이 운항 방면과 편수가 더 많다.

## 주요 기관

### 관공서
- 오천면행정복지센터
- 보령경찰서 오천치안센터
- 보령해안경찰서 오천출장소
- 원산도통합센터(보령시, 보령경찰서, 보령해양경비안전서 통합센터)
- 원산출장소
- 보령소방서원산도전담의용소방대
- 오천우체국

### 교육 기관
- 오천초등학교
- 광명초등학교
- 삽시초등학교
- 청파초등학교
  - 청파초등학교 외연도분교
    - 청파초등학교 외연도분교 호도학습장
    - 청파초등학교 외연도분교 녹도학습장
- 청룡초등학교
  - 청룡초등학교 장고분교
    - 청룡초등학교 장고분교 고대도학습장
- 원의중학교(폐교)

### 의료 기관
- 오천보건지소

### 기타 기관
- 오천농업협동조합(보령시)
- 보령수협(오천지소)

## 항구
- 오천항
- 보령항